# Hostitel
V biologii je hostitel označení pro organizmus (rostlina, živočich), který se stal domovem jinému, v něm cizopasímu, organizmu.

## Rozdělení

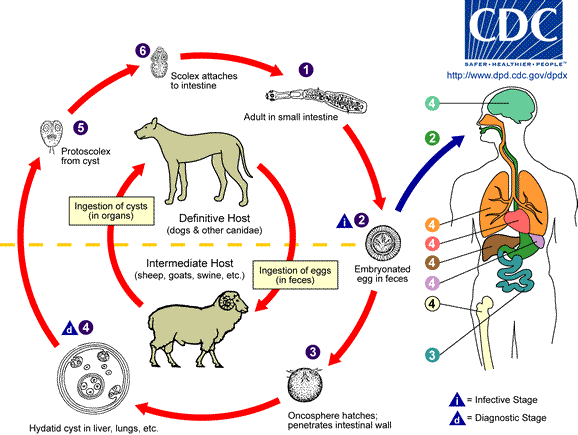
Životní cyklus tasemnice rodu Echinococcus. Definitivním hostitelem je pes nebo jiná psovitá šelma, mezihostitelem skot, prase aj.

### Definitivní hostitel
Definitivní hostitel je organismus, ve kterém parazit pohlavně dospívá a pohlavně se rozmnožuje. Pouze v tomto hostiteli existují předpoklady k dalšímu rozmnožování parazita. V něm vývojový cyklus parazita začíná i končí. U parazitů s přímým vývojem je definitivní hostitel jediným hostitelem.

### Aberantní hostitel
Aberantní hostitel je hostitel pro daný druh parazita netypický. Parazit v něm žije většinou sporadicky. Infekce způsobená parazitem může probíhat u aberatního hostitele odlišně než u definitivního hostitele (např. vyšší či nižší patogenita).

### Paratenický (rezervoárový) hostitel
Význam 1: Organismus, jenž stojí mimo vývojový cyklus parazita. Parazit se v tomto hostiteli nijak nevyvíjí a v podstatě čeká na to, až se dostane do definitivního hostitele. Paratenický hostitel usnadňuje parazitu přenos do definitivního hostitele nebo chrání parazita před nepříznivým prostředím.
Význam 2: Termín rezervoárový hostitel může být používán i jiném slova smyslu. Například „rezervoárovým hostitelem trichinelózy ve volné přírodě je prase divoké“. V tomto případě je rezervovárový hostitel chápán jako organismus, v němž žije parazit, kterým se mohou nakazit jiní hostitelé. Ve virologii a bakterilogii se v tomto smyslu užívá termín rezervoár (např. rezervoár viru, bakterie).